# La Sauvetat-du-Dropt
La Sauvetat-du-Dropt település Franciaországban, Lot-et-Garonne megyében. Lakosainak száma 565 fő (2022. január 1.). La Sauvetat-du-Dropt Saint-Jean-de-Duras, Eymet, Agnac, Moustier, Pardaillan, Roumagne és Soumensac községekkel határos.

## Népesség
A település népességének változása:
| Lakosok száma | 541  | 474  | 463  | 555  | 560  | 539  | 535  | 549  | 557  | 565  |
|               | 1968 | 1982 | 1990 | 2006 | 2013 | 2015 | 2017 | 2019 | 2020 | 2022 |